# (2768) Gorky
(2768) Gorky – planetoida z pasa głównego asteroid okrążająca Słońce w ciągu 3 lat i 125 dni w średniej odległości 2,23 j.a. Została odkryta 6 września 1972 roku w Krymskim Obserwatorium Astrofizycznym w Naucznym na Półwyspie Krymskim przez Ludmiłę Żurawlową. Przed nadaniem nazwy planetoida nosiła oznaczenie tymczasowe (2768) 1972 RX3. Planetoida należy do rodziny planetoidy Flora nazywanej też czasem rodziną Ariadne.